# Pączkowanie

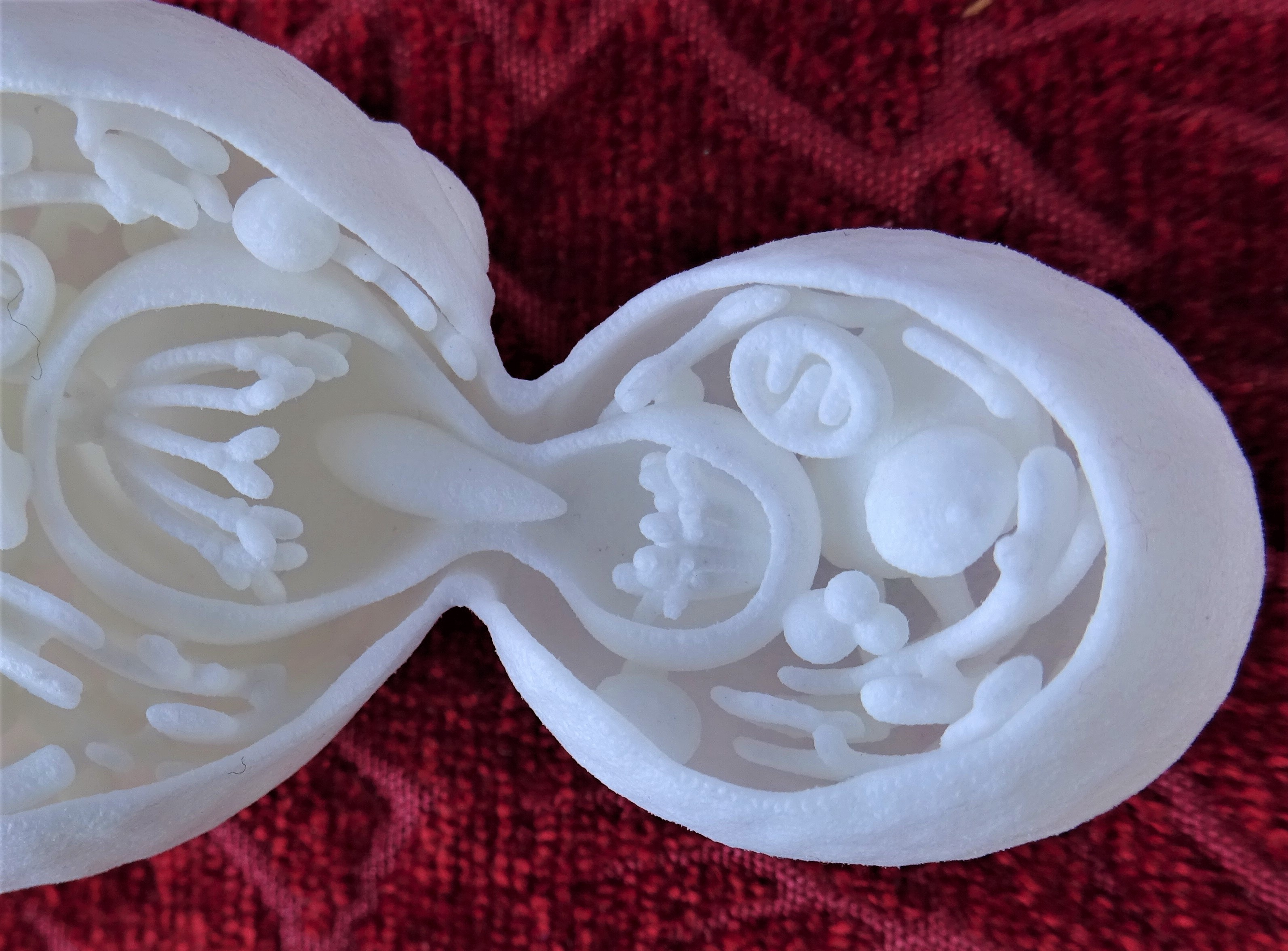
Schemat pączkowania u Saccharomyces cerevisiae

Pączkowanie lub blastogeneza – rodzaj rozmnażania bezpłciowego polegający na wytwarzaniu przez organizm rodzicielski małego fragmentu (pączka), który po oderwaniu się od rodzica samodzielnie rozwija się w jego identyczną genetycznie kopię. Niekiedy może on jednak nie oddzielać się od organizmu macierzystego, a zamiast tego stać się wraz z nim częścią kolonii (stałej lub tymczasowej). Pączkowanie występuje u niektórych zwierząt osiadłych (gąbek, parzydełkowców, wieloszczetów), bakterii, drożdży i grzybów drożdżopodobnych, oraz kilku gatunków pierwotniaków (orzęski). W zależności od gatunku proces ten może zachodzić wyłącznie w określonym miejscu ciała lub gdziekolwiek na nim.
Wyróżnia się dwa sposoby pączkowania:
- zewnętrzne (odbywa się na powierzchni organizmu),
- wewnętrzne (powierzchnia ciała wgłębia się, a na jej dnie powstaje pączek).

## Pączkowanie u drożdży
Proces mitotycznego pączkowania składa się z trzech etapów. Pierwszym etapem jest pojawienie się pąka, w którym zewnętrzna ściana komórkowa drożdży rodzicielskich staje się cieńsza. Jednocześnie następuje wzrost nowych składników ściany komórkowej i cytoplazmy. W drugim etapie następuje wzrost pąka, regulowany przez syntezę nowych składników komórkowych i ciśnienie turgorowe wytwarzane przez komórkę drożdży rodzicielskich. Podczas wzrostu pąka zachodzi mitoza jądra rodzicielskiego. Gdy pojawią się dwa identyczne jądra, jedno z nich przemieszcza się do tworzącego się blastokonidium. Ostatnim etapem jest rozdzielenie konidium, polegające na wytworzeniu pierścienia chityny między blastokonidium a komórką drożdży rodzicielskich. Pierścień ten ostatecznie przekształca się w przegrodę. Gdy dwie komórki są już od siebie oddzielone, na komórce drożdży rodzicielskich pozostaje blizna po oddzieleniu się pąka odróżniająca się większą ilością chityny. Po ilości blizn można ustalić, ile razy komórka drożdży przeszła proces pączkowania. Czasami proces tworzenia blastokonidium nie kończy się całkowitym oddzieleniem od macierzystej komórki drożdży, w takim przypadku powstaje pseudostrzępka będąca nitkowatym łańcuchem połączonych blastokonidiów.